# Themaroides vittata
Themaroides vittata är en tvåvingeart som beskrevs av Hardy 1986. Themaroides vittata ingår i släktet Themaroides och familjen borrflugor. Inga underarter finns listade i Catalogue of Life.